# Liên hoan phim Cannes 2015
Liên hoan phim Cannes thường niên lần thứ 68 tổ chức từ ngày 13 đến 24 tháng 5 năm 2015. Joel và Ethan Coen được thông báo là trưởng ban giám khảo của phần tranh giải chính, đánh dấu mùa liên hoan phim đầu tiên có hai người chủ khảo. Diễn viên người Pháp Lambert Wilson là chủ trì của buổi lễ khai mạc và kết thúc. Giải Cành cọ vàng được trao cho bộ phim Pháp Dheepan của đạo diễn Jacques Audiard. Audiard chia sẻ "Nhận giải thưởng từ anh em nhà Coen là một điều rất đặc biệt. Tôi thực sự cảm động".
Áp phích của liên hoan phim có sự xuất hiện của ngôi sao Hollywood và nữ diễn viên người Thụy Điển Ingrid Bergman do nhiếp ảnh gia David Seymour thực hiện. Áp phích tri ân đến những cống hiến về điện ảnh của Bergman và khi bà còn là trưởng ban giám khảo tại Liên hoan phim Cannes 1973. Nằm trong phần tưởng nhớ đến Bergman, bộ phim tài liệu Thụy Điển Ingrid Bergman: In Her Own Words trình chiếu trong khu vực Cannes Classics.
Standing Tall của đạo diễn Emmanuelle Bercot là phim mở màn của liên hoan. Đây là phim mở màn thứ hai trong lịch sử liên hoan phim do một nữ đạo diễn thực hiện, cùng với A Man in Love của Diane Kurys tại Liên hoan phim Cannes 1987. Ice and the Sky của đạo diễn Luc Jacquet hạ màn liên hoan. Cả hai phim mở màn và hạ màn đều đưa ra các thông điệp mạnh mẽ và quan trọng—Standing Tall mang chủ đề đáp trả đến vụ tấn công Charlie Hebdo và Ice and the Sky với những lo âu về tương lai của hành tinh.
Đạo diễn Pháp Agnès Varda được trao tặng giải thưởng Cành cọ vàng danh dự tại buổi lễ kết thúc liên hoan phim. Cô cũng là nhà làm phim nữ đầu tiên nhận giải thưởng này.

## Giám khảo

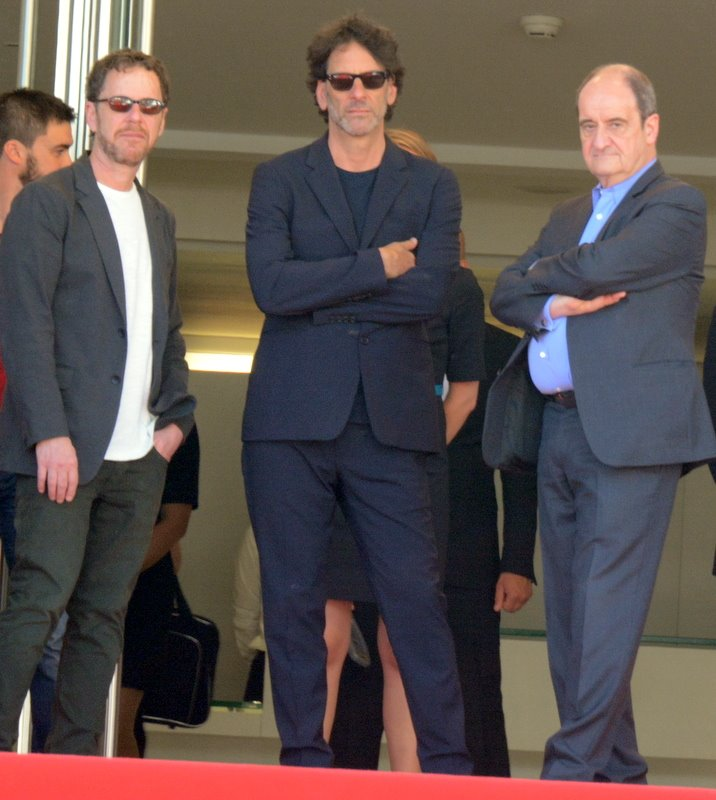
Ethan và Joel Coen, chủ tịch ban giám khảo hạng mục Tranh cử chính bên cạnh chủ tịch của liên hoan phim là Pierre Lescure.

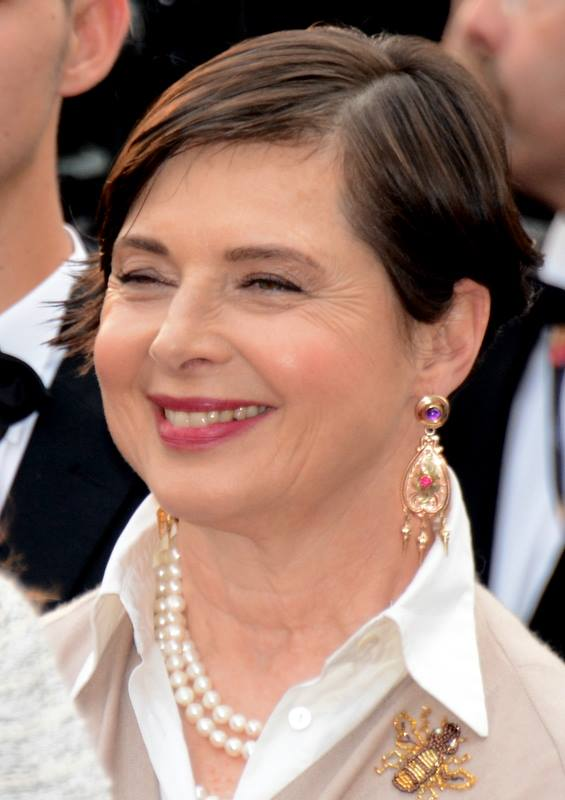
Isabella Rossellini, chủ tịch ban giám khảo hạng mục Un Certain Regard.

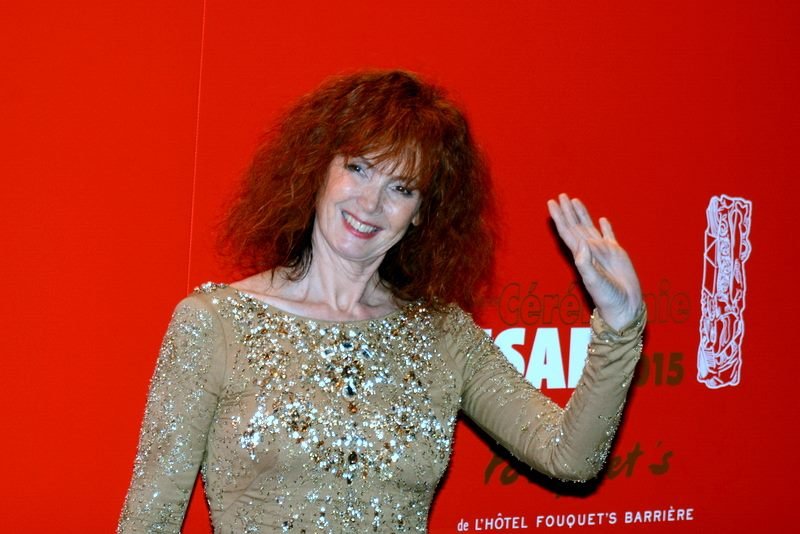
Sabine Azéma, chủ tịch ban giám khảo hạng mục Camera d'Or.

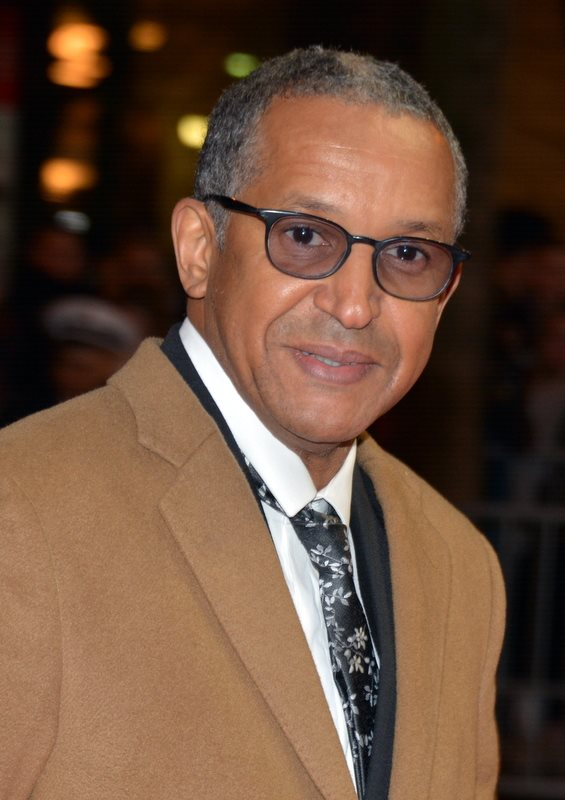
Abderrahmane Sissako, chủ tịch ban giám khảo hạng mục Cinéfondation và phim ngắn.

### Tranh cử chính
Danh sách đầy đủ ban giám khảo cho hạng mục tranh cử chính được công bố vào ngày 21 tháng 4 năm 2015:
- Joel và Ethan Coen, cặp đạo diễn người Mỹ, chủ tịch ban giám khảo.
- Rossy de Palma, nữ diễn viên người Tây Ban Nha
- Sophie Marceau, nữ diễn viên và đạo diễn điện ảnh người Pháp.
- Sienna Miller, nữ diễn viên người Anh.
- Rokia Traoré, ca sĩ kiêm sáng tác nhạc và nhà soạn nhạc người Mali
- Guillermo del Toro, đạo diễn điện ảnh Mexico
- Xavier Dolan, nam diễn viên và đạo diễn điện ảnh người Canada
- Jake Gyllenhaal, nam diễn viên người Mỹ.

### Un Certain Regard
- Isabella Rossellini, nữ diễn viên người Mỹ gốc Ý, chủ tịch ban giám khảo[16][17]
- Haifaa al-Mansour, đạo diễn điện ảnh người Ả Rập Xê Út
- Nadine Labaki, nữ diễn viên và đạo diễn điện ảnh người Liban.
- Panos H. Koutras, đạo diễn điện ảnh người Hy Lạp.
- Tahar Rahim, nam diễn viên người Pháp

### Camera d'Or
- Sabine Azéma, nữ diễn viên người Pháp, chủ tịch ban giám khảo.[18][19]
- Delphine Gleize, đạo diễn điện ảnh người Pháp
- Melvil Poupaud, nam diễn viên người Pháp
- Claude Garnier, nhà quay phim người Pháp.
- Didier Huck, giám đốc điều hành Technicolor người Pháp.
- Yann Gonzalez, đạo diễn điện ảnh người Pháp.
- Bernard Payen, nhà phê bình điện ảnh và giám tuyển người Pháp

### Cinéfondation và phim ngắn
- Abderrahmane Sissako, đạo diễn điện ảnh người Mauritanie, chủ tịch ban giám khảo.[20][21]
- Joana Hadjithomas, đạo diễn điện ảnh người Liban
- Rebecca Zlotowski, đạo diễn điện ảnh người Pháp
- Cécile de France, nữ diễn viên người Bỉ
- Daniel Olbrychski, nam diễn viên người Ba Lan.

### Giám khảo độc lập
Nespresso Grand Prize (Tuần của phê bình gia quốc tế)
- Ronit Elkabetz, nữ diễn viên và đạo diễn điện ảnh người Israel, chủ tịch ban giám khảo.[22][23]
- Katell Quillévéré, đạo diễn điện ảnh người Pháp
- Peter Suschitzky, nhà quay phim người Anh.
- Andréa Picard, giám tuyển và nhà phê bình điện ảnh Canada
- Boyd van Hoeij, nhà phê bình điện ảnh người Hà Lan gốc Pháp.

L'Œil d'or
- Rithy Panh, đạo diễn phim tài liệu xứ Campuchia thuộc Pháp, chủ tịch ban giám khảo[24][25]
- Nicolas Philibert, đạo diễn phim tài liệu người Pháp.
- Irène Jacob, nữ diễn viên người Thụy Sĩ thuộc Pháp.
- Diana El Jeiroudi, nhà sản xuất phim tài liệu người Syria
- Scott Foundas, nhà phê bình điện ảnh người Mỹ.

Queer Palm
- Desiree Akhavan, nữ diễn viên và đạo diễn điện ảnh người Mỹ-Iran, chủ tịch ban giám khảo.[26]
- Ava Cahen, nhà báo người Pháp
- Elli Mastorou, nhà báo điện ảnh người Bỉ
- Nadia Turincev, nhà sản xuất điện ảnh người Pháp.
- Laëtitia Eïdo, nữ diễn viên người Pháp.

## Danh sách tranh cử

### Tranh cử chính
Các bộ phim tranh cử Cành cọ vàng được công bố trong một buổi họp báo diễn ra vào ngày 16 tháng 4 năm 2015. Hai bộ phim được thêm vào danh sách tranh cử chính vào ngày 23 tháng 4 năm 2015 gồm có Valley of Love do Guillaume Nicloux đạo diễn và Chronic do Michel Franco đạo diễn. Tác phẩm đoạt Cành cọ vàng được in nổi.
| Tựa tiếng Anh            | Tựa gốc                    | Đạo diễn          | Quốc gia sản xuất                       |
| ------------------------ | -------------------------- | ----------------- | --------------------------------------- |
| The Assassin             | 聶隱娘 / Nie Yin Niang     | Hầu Hiếu Hiền     | Đài Loan, Trung Quốc, Hồng Kông, Pháp   |
| Carol (QP)               | Carol (QP)                 | Todd Haynes       | Anh Quốc, Mỹ                            |
| Chronic                  | Chronic                    | Michel Franco     | Mexico, Pháp                            |
| Dheepan                  | Dheepan                    | Jacques Audiard   | Pháp                                    |
| The Lobster              | The Lobster                | Yorgos Lanthimos  | Hy Lạp, Pháp, Ireland, Hà Lan, Anh Quốc |
| Louder Than Bombs        | Louder Than Bombs          | Joachim Trier     | Na Uy, Pháp, Đan Mạch, Mỹ               |
| Macbeth                  | Macbeth                    | Justin Kurzel     | Anh Quốc, Pháp, Mỹ                      |
| Marguerite & Julien (QP) | Marguerite et Julien       | Valérie Donzelli  | Pháp                                    |
| The Measure of a Man     | La Loi du marché           | Stéphane Brizé    | Pháp                                    |
| Mia Madre                | Mia Madre                  | Nanni Moretti     | Ý                                       |
| Mountains May Depart     | 山河故人 / Shan He Gu Ren  | Jia Zhangke       | Trung Quốc, Nhật Bản, Pháp              |
| My King                  | Mon roi                    | Maïwenn           | Pháp                                    |
| Our Little Sister        | 海街diary / Umimachi Diary | Hirokazu Koreeda  | Nhật Bản                                |
| The Sea of Trees         | The Sea of Trees           | Gus Van Sant      | Mỹ                                      |
| Sicario                  | Sicario                    | Denis Villeneuve  | Mỹ                                      |
| Son of Saul (CdO)        | Saul fia                   | László Nemes      | Hungary                                 |
| Tale of Tales            | Il racconto dei racconti   | Matteo Garrone    | Ý, Pháp, Anh Quốc                       |
| Valley of Love           | La Vallée de l'amour       | Guillaume Nicloux | Pháp                                    |
| Youth                    | La giovinezza              | Paolo Sorrentino  | Ý, Pháp, Thụy Điển, Anh Quốc            |

(CdO) chỉ phim đủ điều kiện tranh cử Cành cọ vàng dưới dạng tác phẩm đạo diễn đầu tay. - (QP) phim đủ điều kiện tranh cử Queer Palm.

## Kết quả

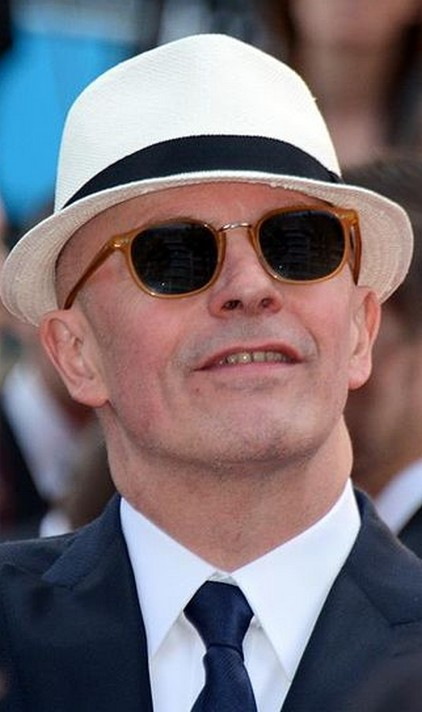
Jacques Audiard, chủ nhân Cành cọ vàng 2015

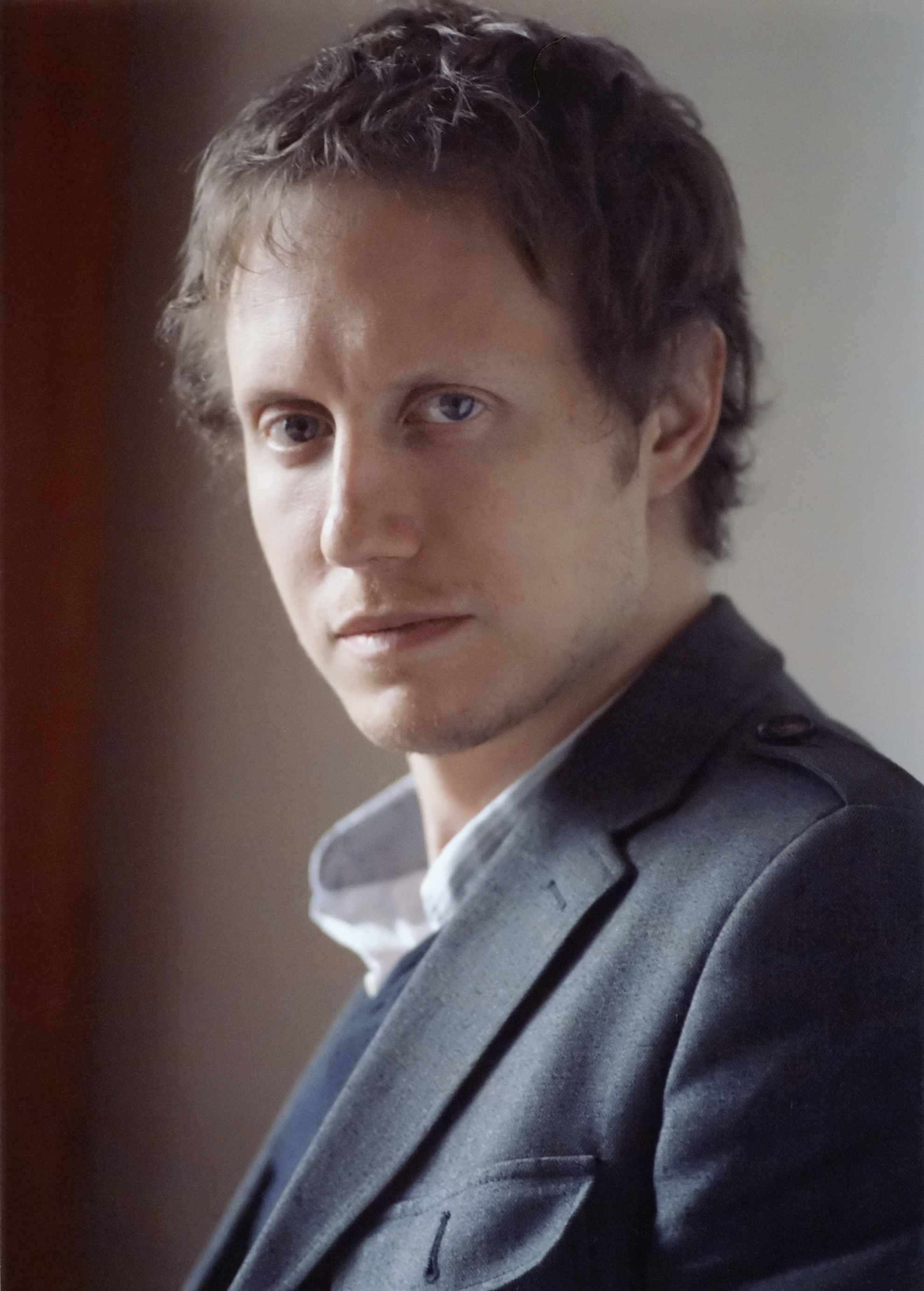
László Nemes, chủ nhân Giải thưởng lớn

### Giải thưởng chính thức
Tranh cử chính
- Cành cọ vàng: Dheepan của Jacques Audiard
- Giải thưởng Lớn: Son of Saul của László Nemes
- Giải của Ban Giám khảo: The Lobster của Yorgos Lanthimos
- Đạo diễn xuất sắc nhất: Hou Hsiao-hsien cho The Assassin
- Kịch bản hay nhất: Michel Franco cho Chronic
- Nữ diễn viên xuất sắc nhất:
  - Rooney Mara cho Carol
  - Emmanuelle Bercot cho Mon roi
- Nam diễn viên xuất sắc nhất: Vincent Lindon cho The Measure of a Man
- Giải đặc biệt - Cành cọ vàng danh dự: Agnès Varda[13]

Un Certain Regard
- Prix Un Certain Regard: Rams của Grímur Hákonarson
- Un Certain Regard Giải của ban giám khảo: The High Sun của Dalibor Matanić
- Un Certain Regard Giải cho đạo diễn xuất sắc nhất: Kiyoshi Kurosawa cho Journey to the Shore
- Prix Un Certain Talent: The Treasure của Corneliu Porumboiu
- Un Certain Regard Giải đặc biệt cho tương lai triển vọng:
  - Nahid của Ida Panahandeh
  - Masaan Của Neeraj Ghaywan

Camera vàng
- Caméra d'Or: Land and Shade của César Augusto Acevedo

Cinéfondation
- Giải đầu tiên: Share của Pippa Bianco
- Giải thứ hai: Lost Queens của Ignacio Juricic Merillán
- Giải thứ ba: The Return of Erkin của Maria Guskova và Victor XX của Ian Garrido López

Phim ngắn
- Cành cọ vàng phim ngắn: Waves '98 của Ely Dagher